# Frene Ginwala
Frene Noshir Ginwala, née le 25 avril 1932 à Johannesbourg et morte le 12 janvier 2023, est une journaliste, une essayiste, et une femme politique sud-africaine, militante contre l'apartheid avant de devenir présidente de l'Assemblée nationale d'Afrique du Sud (de 1994 à 2004).
Issue d'une famille indienne, militante pour le congrès national africain, elle a été contrainte à l'exil pendant une trentaine d'années, et a joué un rôle important durant cet exil dans la lutte contre l'apartheid. De retour en Afrique du Sud dans les années 1990, elle devient la première femme à présider l'Assemblée nationale d'Afrique du Sud. Par la suite chancelière de l'Université du KwaZulu-Natal, elle s'est engagée pour une meilleure présence des femmes dans le monde politique sud-africain et panafricain.

## Biographie

### Origines
Les grands-parents de Frene Ginwala ont émigré de l'Inde en Afrique du Sud au XIXe siècle, sans que les raisons de cette installation en Afrique ne soient connues. C'est sans doute un choix volontaire, à la différence de nombreuses familles indiennes conduites à vivre dans le Natal, à la suite d'un engagement sur contrat pour travailler dans les plantations de canne à sucre. La famille Ginwala, en tant qu'Indiens implantés en dehors du Natal, faisait partie d'une communauté plus réduite. 

### Enfances et études
Frene Ginwala est née le 25 avril 1932 à Johannesbourg,, dans ce qui était alors la Province du Transvaal. Celle qui est la capitale économique de l'Union d'Afrique du Sud est alors une ville en pleine croissance, grâce à la découverte de gisements d'or survenue dans le Witwatersrand à la fin du XIXe siècle. Elle est aussi marquée par la ségrégation et l'assujettissement des populations de couleur (notamment pour l'exploitation aurifère). 
La famille Ginwala étant relativement aisée et cosmopolite, Frene Ginwala effectue ses études en Angleterre.

### Militantisme politique contre l'apartheid
Les différentes communautés indiennes étaient organisées et politisées, comme Frene Ginwala en témoigne ultérieurement : « J'ai grandi dans les années 1930 et 1940, lorsque le mouvement des congrès était à son apogée, que ce soit le Congrès indien ou l'ANC. C'était un mouvement qui soulignait l'importance de rendre compte à la population, donc il s'agissait de rassemblements et de réunions de masse. Même enfants, on voulait tous aller aux rassemblements, alors on s'est impliqués progressivement ». 
En 1952, alors qu'elle entre dans sa vingtième année, ce Congrès indien  s’allie au Congrès national africain (l'ANC) pour lancer une campagne de défiance contre l'apartheid et la ségrégation raciale. Il est probable qu'elle ait été proche de l'ANC dès cette époque, avant de partir étudier à l'Université de Londres, en droit. Lorsqu'elle revient en Afrique du Sud au milieu des années 1950, elle milite au sein de l'ANC mais n'y joue pas un rôle considérable. Elle est cependant en contact avec Walter Sisulu, qui, lui, joue un rôle plus significatif dans la Ligue des jeunes de l'ANC, puis, ultérieurement dans l'Umkhonto we Sizwe (MK), la branche militaire de l'ANC. 
Le 21 mars 1960, des protestations pacifiques sont lancées contre les lois sur les passeports intérieurs. Mais à Sharpeville, la police ouvre le feu sur des manifestants non armés. C'est la fin de la résistance passive à l'apartheid, le début d'une phase militante plus dure, avec en réponse une escalade de la répression par le pouvoir. 
Non identifiée comme militante, aidée par ce relatif anonymat, elle joue un rôle significatif pour aider certains dirigeants de l'ANC à franchir la frontière, notamment vers le Mozambique portugais, dans la période qui suit le massacre de Sharpeville et la déclaration de l'État d'Urgence (SOE) en 1960. Parmi les premières personnes qu'elle aide à quitter le pays figurent Oliver Tambo et Yusuf Dadoo, deux chefs de file du mouvement de protestation. Elle  organise aussi des lieux d'hébergement et sert occasionnellement de chauffeur à des dirigeants du NIC (Natal Indian Congress), qui opèrent dans la clandestinité. Leur activité consiste à recueillir des fonds auprès de donateurs secrets afin de soutenir les familles laissées sans ressources par l'arrestation de membres de leur famille dans le cadre de l'état d'urgence, la SOE. Mais Walter Sisulu  lui conseille bientôt de rejoindre ses parents, qui s'étaient installés au Mozambique lorsqu'elle était à Londres pour ses études. Le lendemain de cet échange, elle monte à bord d'un avion pour ce pays.
Puis elle gagne le Tanganyika encore sous l'Administration coloniale britannique, accompagnée d'autres militants tels que Yusuf Dadoo. Un bureau de l'ANC est établi à Dar es Salam, au Tanganyika. Le renversement du régime de Zanzibar, en 1963, ouvre la voie à la formation de la république unie de Tanzanie en 1964. Elle représente l'ANC en Tanzanie, au Mozambique, et en Zambie.
En dehors de ce militantisme pour l'ANC, elle se consacre à un champ large d'activités. Elle étudie. Elle écrit pour un certain nombre de médias anglais, y compris la BBC.
Expulsée en 1967 de Tanzanie, elle se rend au Royaume-Uni et s'intègre à la représentation de l'ANC sur place. Elle se spécialise sur les questions militaires, le nucléaire et les transferts de technologie. Mais surtout, elle joue un rôle important comme conférencière, en expliquant en Europe l'utilité des sanctions et de l'embargo sur le pétrole et les armes envers l'Afrique du Sud. Autorisée à revenir en Tanzanie, elle devient également, à la demande du Président Julius Nyerere,  la rédactrice en chef anglophone de la presse quotidienne The Standard, et, le dimanche, de News. 
Dans les années 1970 et 1980, elle voyage dans le monde entier pour renforcer le soutien au mouvement anti-apartheid et à l'ANC,. 

### Députée et présidente de l'assemblée nationale
Revenue en Afrique du Sud dans les années 1990 à la suite de la libération de Nelson Mandela et à l'abolition des lois de l'apartheid, elle se présente en 1994 aux premières élections nationales non ségréguées et au suffrage universel d'Afrique du Sud. Élue sous les couleurs de l'ANC, elle devient alors présidente de la Chambre (« Speaker »), première femme à ce poste, qu'elle qu'occupe durant deux mandats de 1994 à 2004. Elle utilise sa notoriété et son influence pour tenter de renforcer la présence des femmes dans les milieux politiques sud-africains et panafricains, exerçant aussi comme vice-présidente d'une Commission d'émancipation des femmes,,.
Après avoir été présidente de la Chambre des députés pendant dix ans, elle se retire en 2004 de la vie politique, à 72 ans.

### Autres activités
Elle continue à servir dans un certain nombre d'organisations internationales au titre de la Fondation Nelson Mandela. Elle est surtout nommée première chancelière de l'Université de KwaZulu-Natal, en avril 2005.
Sollicitée par la présidence de la République sud-africaine pour des avis sur des sujets controversés de l'organisation de la justice, elle montre à cette occasion son indépendance d'esprit. Le président Thabo Mbeki la désigne ainsi, fin septembre 2007, pour mener des investigations sur l'aptitude du Directeur national du ministère public, Vusi Pikoli, à occuper ce poste, sachant qu'un conflit entre Vusi Pikoli et Thabo Mbeki couve depuis un mandat du Parquet à l'encontre de Jackie Selebi, directeur de la police sud-africaine et de Interpol, et proche confident du président. Elle se montre positive dans ses conclusions sur Vusi Pikoli, mais critique le manque de communication entre les ministères. Elle a également des mots très durs dès 2009 concernant Jacob Zuma, président de la République sud-africaine depuis mai 2009.

### Mort
Frene Ginwala est morte le 12 janvier 2023 à la suite d'un accident vasculaire cérébral.

## Principales publications
Frene Ginwala est l'auteure de plusieurs ouvrages de réflexion et d'essais, durant ses années d'exil, notamment :
- 1974 : Class, Consciousness and Control : Indian South Africans, 1860-1946, Université d'Oxford,
- 1985 : Indian South Africans, Minority Rights Group,
- 1991 : Gender and economic policy in a democratic South Africa, en collaboration avec Maureen Mackintosh et Doreen Massey, Development Policy and Practice, Technology Faculty, Open University.

## Distinctions
En 2003, Frene Ginwala reçoit le Prix Nord-Sud, et en 2008, l'Ordre du Soleil levant (Japon), 2008.